# RMI
RMI (англ. Remote Method Invocation) - програмний інтерфейс виклику віддалених методів у мові Java.

## Опис роботи
Розподілена об'єктна модель, що описує, яким чином здійснюється виклик віддалених методів, що працюють на іншій віртуальній машині Java.
При доступі до об'єктів на іншому комп'ютері, можна викликати методи цього об'єкту. Необхідно тільки доставити параметри методу на інший комп'ютер, повідомити об'єкт про необхідність виконання методу, а потім передати назад значення (якщо метод не void). Механізм RMI дає можливість організувати виконання всіх цих операцій.

У термінах RMI об'єкт, який викликає віддалений метод, називається клієнтським об'єктом, а віддалений об'єкт - серверним об'єктом. Комп'ютери виступають у ролі клієнта і сервера тільки для конкретного виклику. Цілком можливо, що при виконанні наступної операції ці комп'ютери поміняються ролями, тобто сервер може сам стати клієнтом при зверненні до об'єкту на іншому комп'ютері.

При виклику методу віддаленого об'єкту, насправді викликається звичайний Java метод, інкапсульований у спеціальному об'єкті-заглушці (stub), який є представником серверного об'єкту. Заглушка знаходиться на клієнтському комп'ютері, а не на сервері. Вона упаковує параметри віддаленого методу у блок байтів. Кожен параметр кодується за допомогою алгоритму, що забезпечує незалежність від апаратного забезпечення. Наприклад, числа завжди передаються в порядку, при якому спочатку передається старший байт (big-endian). При цьому об'єкти піддаються серіалізації. Процес кодування параметрів називається розгортанням параметрів (parameter marshaling). Основна мета розгортання параметрів - перетворення їх у формат, придатний для передачі параметрів від однієї віртуальної машини до іншої.
Метод, який належить заглушці, створює блок, до якого входять такі елементи:
- ідентифікатор віддаленого об'єкту;
- опис методу який викликається;
- розгорнуті параметри.

Потім метод заглушки посилає цю інформацію серверу. Далі об'єкт-одержувач виконує для кожного виклику віддаленого методу наступні дії:
- згортання параметрів;
- пошук об'єкту, який викликається;
- виклик заданого методу;
- витягування та розгортання значення яке повертається або виключення, згенерованого цим методом;
- передача пакету, який складається із розгорнутих даних, які повертаються, об'єкту-заглушці на клієнтському комп'ютері.

Клієнтський об'єкт-заглушка згортає повернене значення або виключення, отримане із сервера. Результат згортання стає значенням методу заглушки. Якщо віддалений метод повертає виключення, то об'єкт-заглушка повторить його в середовищі об'єкту-клієнта.

## Приклад
Інтерфейс Hello:
```
import
 
java.rmi.Remote
;

import
 
java.rmi.RemoteException
;

public
 
interface
 
Hello
 
extends
 
Remote

{

    
public
 
String
 
helloWorld
 
()
 
throws
 
RemoteException
;

}

```

Клас HelloImpl:
```
import
 
java.rmi.server.UnicastRemoteObject
;

import
 
java.rmi.RemoteException
;

public
 
class
 
HelloImpl
 
extends
 
UnicastRemoteObject
 
implements
 
Hello

{

    
public
 
HelloImpl
()
 
throws
 
RemoteException

    
{

        
// порожнє, але мусить “кидати” RemoteException

    
}

    

    
public
 
String
 
helloWorld
 
()
 
throws
 
RemoteException

    
{

            
return
 
"Hello world!"
;

    
}

}

```

Клас Server:
```
import
 
java.rmi.Naming
;

import
 
java.rmi.server.UnicastRemoteObject
;

import
 
java.rmi.registry.Registry
;

import
 
java.rmi.registry.LocateRegistry
;

import
 
java.rmi.RemoteException
;

import
 
java.rmi.NotBoundException
;

public
 
class
 
Server
 

{

    
private
 
static
 
final
 
String
 
SERVER_NAME
 
=
 
"Server"
;

    
private
 
static
 
final
 
String
 
HOST
 
=
 
"localhost"
;

    

    
private
 
String
  
port
;

    
public
 
Server
(
String
 
port
)
    

    
{

        
this
.
port
 
=
 
port
;

    
}

    

    
public
 
void
 
runServer
()
 
throws
 
IllegalArgumentException
,
 
NotBoundException
,
 
RemoteException
 

    
{

        
HelloImpl
 
helloImpl
 
=
 
new
 
HelloImpl
();

        
Registry
 
registry
 
=
 
LocateRegistry
.
createRegistry
(
Integer
.
parseInt
(
port
,
 
10
));

        
String
 
url
 
=
 
"//"
 
+
 
HOST
 
+
 
":"
 
+
 
port
 
+
 
"/"
 
+
 
SERVER_NAME
;

        
registry
.
rebind
(
SERVER_NAME
,
 
helloImpl
);

    
}

}

```

Клас Test:
```
import
 
java.rmi.Naming
;

import
 
java.rmi.registry.Registry
;

import
 
java.rmi.registry.LocateRegistry
;

import
 
java.rmi.RemoteException
;

import
 
java.rmi.NotBoundException
;

public
 
class
 
Test

{

    
public
 
static
 
final
 
String
 
SERVER_NAME
 
=
 
"Server"
;

    
// use : server <port> - start server

    
// client <host> <port> - start client

    
public
 
static
 
void
 
main
 
(
String
[]
 
args
)
 
throws
 
Exception
  

    
{

        
if
 
(
args
[
0
]
.
equals
(
"server"
))

        
{

            
Server
 
server
 
=
 
new
 
Server
(
args
[
1
]
);

            
server
.
runServer
();

            
System
.
out
.
println
(
"Server started on port "
 
+
 
args
[
1
]
);

        
}

        
else

        
{

            
String
 
lookupString
 
=
 
"//"
 
+
 
args
[
1
]
 
+
 
":"
 
+
 
args
[
2
]
 
+
 
"/"
 
+
 
SERVER_NAME
;

            
Hello
 
hello
 
=
 
(
Hello
)
 
Naming
.
lookup
(
lookupString
);

            
System
.
out
.
println
(
"RMI object found"
);

            
System
.
out
.
println
(
hello
.
helloWorld
());

        
}

    
}

}

```

1. Компілюємо класи та інтерфейс із командного рядка - javac *.java
2. Генеруємо заглушку і скелетон(каркас) rmic HelloImpl (отримаємо 2 файла - _stub i _skel)
3. Запускаємо сервер: java Test server 8888             // будь-який порт > 1023
4. На іншому комп’ютері запускаємо клієнта: java Test client xxx.xxx.xxx.xxx 8888            // ваш хост

Важливо: Через фаєрвол це працювати не буде.